# Краснопольці
Краснопо́льці (біл. Краснапольцы) — село (веска) в складі Оршанського району Вітебської області Білорусі. Село розташоване в підпорядкуванні Зубівської сільської ради.
Веска Краснопольці розташована на півночі Білорусі, у південній частині Вітебської області.